# 自由人联合体
自由人联合体是无政府主义和马克思主义术语，指人与人之间没有国家、社会阶级、等级制度或生产资料私有制的关系。一旦废除私有财产（不包括个人财产），个人就不再被剥夺获得生产资料的权利，从而使他们能够不受社会约束而自由结社，生产和再生产自己的生存条件，满足个人和创造性的需求和愿望。自由人联合体通常被认为是高度发达的共产主义社会的决定性特征。